# Остерліц (Нью-Йорк)
Остерліц (англ. Austerlitz) — місто (англ. town) в США, в окрузі Колумбія штату Нью-Йорк. Населення — 1625 осіб (2020).

## Демографія
Згідно з переписом 2010 року, у місті мешкали 1654 особи в 726 домогосподарствах у складі 460 родин. Було 1082 помешкання
Расовий склад населення:
| - 96,6 % — білих - 1,0 % — азіатів - 0,7 % — чорних або афроамериканців - 0,2 % — корінних американців |

До двох чи більше рас належало 1,3 %. Частка іспаномовних становила 1,6 % від усіх жителів.
За віковим діапазоном населення розподілялося таким чином: 18,7 % — особи молодші 18 років, 60,7 % — особи у віці 18—64 років, 20,6 % — особи у віці 65 років та старші. Медіана віку мешканця становила 50,0 року. На 100 осіб жіночої статі у місті припадало 102,4 чоловіків;  на 100 жінок у віці від 18 років та старших — 105,7 чоловіків також старших 18 років.
Середній дохід на одне домашнє господарство  становив 95 355 доларів США (медіана — 70 125), а середній дохід на одну сім'ю — 115 804 долари (медіана — 77 000). Медіана доходів становила 63 083 долари для чоловіків та 43 750 доларів для жінок. За межею бідності перебувало 14,9 % осіб, у тому числі 26,9 % дітей у віці до 18 років та 12,5 % осіб у віці 65 років та старших.
Цивільне працевлаштоване населення становило 795 осіб. Основні галузі зайнятості: освіта, охорона здоров'я та соціальна допомога — 27,0 %, мистецтво, розваги та відпочинок — 14,1 %, будівництво — 12,7 %.